# Eric Schiller
Eric Schiller est un joueur d'échecs et linguiste américain né le 20 mars 1955 à New York et mort le 3 novembre 2018 à Palo Alto d’une maladie cardio-vasculaire. Il est l'auteur ou le co-auteur de très nombreux ouvrages, notamment sur les échecs (plus d'une centaine), mais aussi en linguistique.

## Carrière échiquéenne

### Palmarès
En 1974, Schiller a été champion junior de l'état de l'Illinois. Il a été désigné capitaine d'équipe aux jeux mondiaux des étudiants de 1981.
Il a été à plusieurs reprises membre de l'équipe de l'Université de Chicago aux championnats d'échecs inter-collèges pan américains. En 1986, il a fait partie de l'équipe victorieuse.
En 1988, il a partagé la première place avec le Grand maître international Dmitry Gurevich aux championnats par classes de l'Illinois.
Il a remporté les championnats d'action[Quoi ?] et de blitz de l'état de Hawaï en 1988/1989,.
Il a fini premier du championnat Calchess de Californie du Nord en 1995.
Schiller a affirmé qu'il se souciait plus de produire du beau jeu que de gagner des tournois : « J'ai toujours été séduit par la tentation du sacrifice ».

### Maître USCF et FIDE
Parmi ses accomplissements en face-à-face figurent l'obtention des titres de Maître national USCF et maître de la Fédération internationale des échecs (FIDE).
En 1986, il est parvenu à son classement Elo record : 2370,.

### Entraîneur
Eric Schiller a été au cours de sa vie :
- « entraîneur de bon nombre des meilleurs jeunes joueurs américains »[6], y compris, avec Jeremy Silman et Pal Benko, de la délégation américaine aux championnats du monde juniors 1996 et 1998,
- instructeur d'échecs dans des écoles de Californie du Nord,
- capitaine de plusieurs équipes inter-collèges panaméricaines.

En 2013, même s'il a été amputé du pied et du bras droits pour cause de diabète en 2010, il était l'entraîneur d'échecs du Fremont Summer Chess Camp à Fremont, en Californie.
En outre, il a proposé des cours d'échecs par visioconférence sur internet. 
Il était le rédacteur en chef du magazine en ligne gratuit chesscity.com (maintenant disparu).

### Organisateur pour la FIDE
Eric Schiller a été directeur de tournois et organisateur international pour la FIDE. Il a organisé plus de deux douzaines de tournois à normes ainsi que trois tournois internationaux à Hawaii. En 1983, il a organisé le Championnat du monde par équipes juniors à l'Université de Chicago. De 1994 à 1998, il a contribué à l'organisation du festival d'échecs international de Hawaii, incluant l'US Open de 1998 à Kona.
En 2000, il a reçu le titre d'organisateur international.

### Journaliste
En 1986, grâce à l'appui de Raymond Keene, il a dirigé la salle de presse à Londres lors de la première moitié du Championnat du monde d'échecs entre Kasparov et Karpov. Il s'est vu interdire l'entrée en URSS pour la seconde moitié du match. Son visa lui a été refusé. Schiller a déclaré qu'à la demande de Florencio Campomanes, les autorités soviétiques avaient marqué sur sa fiche qu'il avait eu une conduite inappropriée lors de son séjour de 1984 pour le compte d'Associated Press. Eric Schiller dément.
En 1990, il a été officier de presse lors du Championnat du monde d'échecs entre Kasparov et Karpov qui s'est tenu à New York. Un article du New York Times du 9 octobre 1990 le présente ainsi : « Eric Schiller, le porte-parole du match, âgé de 35 ans, qui connaît bien les deux joueurs et dont les talents linguistiques et échiquéens semblaient être des atouts importants pour faire face aux exigences de la presse internationale. Je parle couramment le russe, l'allemand et le khmer, et je peux communiquer dans de nombreuses autres langues. ».
Lors de ce même match, il a aussi été interviewé et cité par le New York Times du 15 octobre 1990 pour un billet humoristique.

### Arbitre
En 1980, Schiller a reçu le titre d'arbitre international.
Schiller a été un des arbitres lors de plusieurs matchs et championnats notables, dont le Championnat du monde d'échecs 2000 (classique) (arbitre-adjoint sous la direction de Youri Averbakh et avec Andrzej Filipowicz (en)). Il a également arbitré le Championnat du monde de la Fédération internationale des échecs 2000. Alors que le Champion du Monde 2000 Classique nouvellement couronné Vladimir Kramnik, et son adversaire d'alors, Garry Kasparov, joueur le mieux classé au monde et précédent Champion du Monde Classique, ont choisi de ne pas participer à l'événement, ils avaient tous deux soutenu Schiller pour ce rôle sensible pendant les phases de planification. En 2006, il a été l'un des arbitres du Festival international d'échecs Gibtelecomà Gibraltar. et il a également arbitré le Mémorial Staunton à Simpson's-in-the-Strand (en) en 2005, 2007 et 2008.
En mai 2001, les organisateurs du Challenge Homme contre Machine Brains in Bahrain (en) ont annoncé la nomination de Raymond Keene comme Directeur du match, et celles d'Enrique Irazoqui et de Schiller comme arbitres. Il s'agissait du match entre le champion du monde Vladimir Kramnik et le programme informatique Deep Fritz. Quand Brain Games a vendu les droits du match au groupe Einstein Group PLC, ce dernier a engagé Malcolm Pein (en) pour assumer le rôle précédemment occupé par Raymond Keene, et la participation de Schiller a été refusée par l'équipe de Fritz.

### Développeur informatique
Eric Schiller a été partie prenante au développement de logiciels et de didacticiels pour l'enseignement des échecs. Il a contribué à Kasparov's Gambit en 1993, à Chessmaster 5000 (pour Windows), et est l'auteur du logiciel d'enseignement des échecs Dr. Schiller's Chess,
qui intègre les innovations de Jeff Mallett en matière de moteur d'échecs.

## Publications échiquéennes

### La vulgarisation à grande échelle
Eric Schiller est, après Raymond Keene, qui a lancé la carrière de Schiller en tant que journaliste (voir ci-dessus), arbitre (Olympiade d'échecs de Malte en 1980) et écrivain, l'auteur le plus prolifique du monde échiquéen : il a publié plus de 100 livres sur les échecs parmi lesquels Batsford Chess Openings, The Big Book of Busts réédité chez l'éditeur très respecté New in Chess sous le titre Taming Wild Chess Openings,  Winning with the Hypermodern, How To Win With Hypermodern Chess Strategy, Kasparov's Opening Repertoire, Play the Tarrasch, Secrets of the King's Indian Defense, Secrets of the Sicilian Dragon et  World Champion Openings.

### Des livres de qualité déplorable et déplorée
Eric Schiller a une très mauvaise réputation en tant qu'auteur. N'étant même pas maître international, et consacrant peu de temps à la rédaction de chaque livre, il est accusé de bâcler ses ouvrages, jugés par ailleurs superficiels.

#### La mauvaise qualité des livres
Voilà une citation de l'historien des échecs Edward Winter, réputé par ailleurs pour son extrême minutie dans tout ce qu'il écrit : « dans notre livre Kings, Commoners and Knaves, nous avons signalé des dizaines d'erreurs historiques et autres (y compris des fautes de frappe) dans son livre World Champion Combinations (dans lequel, par exemple, le chapitre sur Capablanca a six parties et quatre positions, avec des bourdes factuelles évidentes dans chacune d'entre elles) ».
Pour son ouvrage Encyclopedia of Chess Wisdom, qui a été un de ses succès commerciaux, Edward Winter a pointé des fautes d'orthographe, des diagrammes erronés, de mauvais coups, des coups impossibles, et que Schiller a fait parler des morts.
Schiller a admis lui-même les lacunes des éditions Cardoza en matière de correction des épreuves et de mise en page, cette société n'ayant pas de responsable éditorial pour les échecs. Il faut dire que Cardoza s'est spécialisée dans les livres sur le poker, mais Schiller a démontré son mépris face à cet état de fait éditorial déplorable en leur restant fidèle.
Outre les fautes d'orthographe et les erreurs typographiques omniprésentes, on note le côté « bas de gamme » des analyses : dans ses livres-répertoires, Schiller couvre plus que les auteurs réputés les déviations que ceux-ci rejettent d'un revers de la main mais que l'on rencontre entre amateurs. Au contraire, dans ses livres généralistes sur les ouvertures Schiller couvre moins de lignes, mais avec plus de prose, que les auteurs de livres pour joueurs avancés : à la différence d'Alexandre Kotov, il ne liste pas les coups-candidats et n'examine pas méthodiquement suivant un arbre d'analyse les différentes sous-variantes. De fait, Schiller a lui-même reconnu qu'il arrivait à écrire tant d'ouvrages parce qu'il se contentait d'insérer des annotations faciles à comprendre avec juste un soupçon de tactique pour expliquer les idées.

#### Un lectorat nécessairement de faible niveau
Malgré la qualité généralement reconnue comme médiocre de ses livres, Schiller est un auteur populaire. Il a de nombreux fans parmi les joueurs débutants et de club. Surtout, ses livres sont bien accueillis par les éditeurs. Certains ont dépassé les 15 000 exemplaires vendus.
Une opinion est que : « cela dépend vraiment de votre niveau de jeu. Si vous êtes un joueur relativement faible (disons, avec un classement Elo de 1400 ou moins), je suis sûr que vous pouvez tâter la température de l'eau du bain en utilisant ce livre. ». 
Un autre point de vue est qu'il est néfaste pour la suite de ne pas commencer par de « bons auteurs » et acquérir des bases saines. De ce point de vue, l'ultra-vulgarisation pratiquée par Schiller ne comble pas forcément un vide dans la production échiquéenne.

#### Trois critiques très négatives
La critique par  Carsten Hansen du livre de Schiller The Frankenstein-Dracula Variation in the Vienna Game, parue sur le site ChessCafe.com (en) est la suivante : « J'ai vu des milliers de livres d'échecs au fil des ans, mais ce livre est de loin le pire livre que j'aie jamais vu. Je n'ai pas de mots pour exprimer le degré de dégoût que je ressens. C'est triste que quelqu'un veuille mettre son nom sur de telles ordures, mais pour certaines personnes, ce n'est qu'une question d'être payé ; ils sont prêts à tout pour de l'argent. »
Toujours sur le site ChessCafe.com, le compte-rendu de la lecture par Taylor Kingston de Learn from Bobby Fischer's Greatest Games (publié chez Cardoza) était le suivant : « C'est la pire œuvre que nous ayons jamais vue comme livre d'échecs. Nous le recommandons uniquement aux membres d'intelligence inférieure à la moyenne des plus jeunes générations qui aiment être infantilisés, ou peut-être pourrait-on l'offrir à un rival honni mais prometteur que l'on souhaite dissuader d'étudier les échecs ».
Taylor Kingston est d'avis que « l'écriture de Schiller est non seulement indigente, mais elle démontre qu'il est soit ridiculement incompétent, soit très malhonnête ».
Le commentaire de Tony Miles, lui-même adepte des défenses excentriques, dans le magazine Kingpin sur le livre de Schiller Unorthodox Chess Openings tient en deux mots : « Totalement merdique ».

### Accusation deplagiat
Edward Winter a même accusé Schiller d'être un plagiaire : « Le livre Encyclopaedia of Chess Middlegames (Chess Informant, Belgrade, 1980) a été pillé par Eric Schiller dans son volume The Big Book of Combinations (Hypermodern Press, San Francisco, 1994). Il est de coutume que les auteurs de telles œuvres « empruntent » largement les uns aux autres, mais Schiller est allé bien au-delà de cela. Il a reproduit des centaines (de nombreuses centaines) de positions, et s'est trahi en répétant sans discernement d'innombrables erreurs du volume précédent. La plupart des combinaisons dans le livre de Schiller ont été recopiées, sans un mot de crédit, de l'Encyclopaedia ».

### Outrance commerciale
Alors que ses ouvrages sont écrits par un joueur au classement Elo record de 2370 nécessairement à destination des joueurs peu expérimentés et des joueurs mal classés, Eric Schiller est présenté comme beaucoup plus compétent qu'il ne l'est : on lit dans les quatrièmes de couverture de nombre de ses livres (ceux publiés chez Cardoza) que, « largement considéré comme l'un des principaux analystes, écrivains et professeurs d'échecs », il est « le plus grand écrivain au monde sur les ouvertures d'échecs ». Il est censé être l'auteur d'« éditions définitives » sur celles-ci.
D'autres estiment qu'un livre sur les ouvertures datant des années 1980 / 1990 est obsolète, et que les ouvrages de Schiller manquent de profondeur : ils sont destinés aux joueurs occasionnels qui veulent avant tout se divertir et n'apportent rien aux joueurs avancés, ou ceux qui sont en quête des meilleurs résultats possibles, ce qui exige d'importants efforts.
Schiller pointe le fait que le battage publicitaire sur une couverture de livre vient toujours de l'éditeur, et non de l'auteur, mais sa décision de continuer à publier chez l'éditeur Cardoza démontre son mépris à ce sujet.

## Publications en linguistique
En 1991, Schiller a obtenu un PhD en linguistique de l'Université de Chicago.  Sa thèse était intitulée An autolexical account of subordinating serial verb phrase constructions.
On compte parmi ses publications dans ce domaine :
- An Autolexical Account of Subordinating Serial Verb Constructions
- On the Definition and Distribution of Serial Verb Constructions
- Introduction to Autolexical Grammar
- Parts of Speech in Southeast Asian Languages : An Autolexical View
- Which Way Did They Grow? (Morphology and the Austro-Tai(Macro)Austric Debate)

## Divers
Schiller est intervenu en 1995 en tant que conseiller échiquéen du groupe de rock progressif Phish, qui a fait intervenir le jeu d'échecs dans certaines de ses performances.
Schiller a étudié la direction musicale à Vienne, Salzbourg et Hancock (Maine). Il était un habitué des répétitions du New York Philharmonic Orchestra.
Politiquement très actif, il était, selon ses propres dires, très à gauche. Il a été personnellement impliqué dans les luttes de pouvoir entre Florencio Campomanes et Garry Kasparov ; il a non seulement pris parti pour Kasparov, mais il le comptait parmi ses amis. Cela n'a pas empêché Vladimir Kramnik, confiant dans l'objectivité en tant qu'arbitre de Schiller, de le sélectionner comme l'un des arbitres pour son match de championnat du monde contre Garry Kasparov. Par ailleurs, Eric Schiller est connu pour ne pas mâcher ses mots ; il a notamment révélé les dessous du tournoi de qualification de Cadaqués entre Deep Fritz et Deep Junior qui a suscité une controverse (en 2001, Fritz a battu Junior dans le tournoi qualificatif pour les matchs "Man vs. Machine", d'où le vainqueur a affronté Vladimir Kramnik dans le match  Brains in Bahrain (en) en 2002, et Garry Kasparov a joué en 2003 contre le perdant lors d'un match surnommé Championnat du monde Man vs. Machine).

## Troubles de santé et fin de vie
À partir de 2008, Schiller a connu de graves problèmes de santé, notamment l'amputation de sa main et son pied droits en raison de complications liées au diabète. Néanmoins, il est resté actif et mobile à l'aide d'un déambulateur et a enseigné avec assiduité et dévouement, en affiliation avec Bay Area Chess, les échecs dans plusieurs écoles élémentaires de Mountain View (Californie), où il a vécu les dernières années de sa vie. Il a dispensé des cours particuliers d'échecs sur Internet via visioconférence.
Ces troubles de santé ont poussé Schiller à se tourner plus encore vers l'enseignement, et à orienter plus son écriture de livres vers les débutants. Il était profondément passionné par les échecs et par le partage de ses connaissances avec un large public ; cette passion pour les échecs lui a apparemment donné de l'allant face aux problèmes de santé. On peut finalement porter à son crédit le fait qu'il a promu le jeu et le plaisir qui va avec.

## Exemples de parties

### Unepartie simultanéeparmi 25 échiquiers
Samuel Reshevsky - Eric Schiller, New York, 1972
1. d4 {Annotations par Eric Schiller lui-même} 1...d5 2. c4 dxc4 3. Cf3 Cf6 4. e3 g6 { Ce n'est pas la suite de coups la plus courante. D'habitude, les Noirs jouent très tôt ...e6, ce qui enferme leur Fou de cases blanches. Cela peut conduire à de grandes difficultés par la suite, et si ce système de jeu est approprié pour les joueurs de haut niveau, il n'est pas recommandable pour les débutants. Au contraire, la façon de jouer employée dans la partie, avec un fianchetto, est facile à mettre en œuvre, même si elle n'est pas totalement correcte.} 5. Fxc4 Fg7 6. 0-0 0-0 7. Cc3 Cfd7 { un système adopté par Vassily Smyslov. Son idée est d'amener le Cavalier en b6, faisant rebrousser chemin au Fou de l'adversaire, et ensuite de frapper au centre par ...c5 ou ...e5.} 8. De2 { 8. e4 Cb6 9. Fe2 Fg4 10. Fe3 Cc6 a été joué dans la partie Larry Evans - Vassily Smyslov, Olympiade d'Helsinki, 1952, que j'avais étudiée en prévision de cette confrontation. Les Noirs maintiennent une forte pression sur le centre. La partie s'est poursuivie par 11. d5 Fxf3 12. Fxf3 Ce5 13. Fe2 Cec4, faisant pression sur la grande diagonale. Après 14. Fc1 c6!, les Noirs étaient mieux. } 8...Cb6 9. Fb3 Cc6 {!? un essai d'amélioration par rapport à la partie Harry Golombek - Vassily Smyslov, Budapest, 1952, où les Noirs jouèrent 9...a5.} 10. Td1 Fg4 11. h3 Fxf3 12. Dxf3 De8 {ce coup est joué pour ouvrir brutalement le centre. Après le retrait de leur Roi sur la colonne h, les Noirs pourront avancer les deux pions e et f. 12...e5 13. dxe5 } 13. Cb5 {?! Svetozar Gligorić a trouvé une amélioration contre moi une semaine ou deux plus tard en jouant 13. Ce4!, menaçant Cc5. Voilà ce que cela m'apporte d'avoir vu ma partie précédente publiée dans le New York Times!} 13...Tc8 14. Fd2 a6 15. Ca3 Rh8 16. Tac1 e5 {!} 17. d5 e4 18. Df4 { Il est maintenant clair que le Cc6 se dirige vers e5, avec la possibilité de bondir en f3. Si seulement la colonne g était ouverte et une Tour stationnait en g8...} 18...g5 {!} 19. Dxg5 Ce5 20. Fc3 {Le clouage semble fort, mais il est connu qu'on peut se libérer d'un clouage en mettant le Roi adverse en échec! 20. g3 Cf3+ } 20...Cf3+ {!! 20...Cd3 21. Dxg7# } 21. gxf3 Fxc3 22. Rh1 { 22. bxc3 Tg8 22. Txc3 Tg8 } 22...Tg8 23. Df4 Dd7 24. Dh4 { 24. Txc3 Dxh3+ 25. Dh2 Dxf3+ 26. Dg2 Dxg2# } 24...Df5 {! Les Noirs continuent d'être menaçants tout en améliorant la position de leur Dame, avant de capturer le pion b2.} 25. f4 Fxb2 26. Tg1 Fxc1 27. Txc1 Dg6 {La position des Blancs est sans espoir.} 28. Dg4 Dxg4 29. hxg4 Txg4 {Là, les Blancs auraient déjà pu abandonner.} 30. Tg1 Txg1+ 31. Rxg1 Td8 32. d6 Txd6 33. Fxf7 Td3 34. Cc2 c5 35. Fe6 Tc3 36. Ce1 Tc1 37. Rf1 Cc4 38. Re2 b5 39. Fd5 Ta1 40. Fxe4 Txa2+ 41. Rd1 Txf2 42. Cd3 Td2+ 0-1.

### Une victoire contre un futur (2004)grand maître
Rodrigo Vásquez Schroder - Eric Schiller, Internet Chess Club (Échecs rapides), 2001
1. e4 {Annotations par Eric Schiller lui-même} 1...c6 2. d3 d5 3. Cd2 g6 4. Cgf3 Fg7 5. g3 e5 6. Fg2 Ce7 7. 0-0 0-0 8. a4 { 8. Te1 est plus cohérent avec la stratégie de l'attaque est-indienne. } 8...a5 9. Te1 Cd7 10. b3 { 10. exd5 cxd5 11. c3 Dc7 12. Cf1 b6 13. d4 e4 14. Ff4 Dc6 a été joué dans la partie Evans - Saidy, 1972. } 10...Te8 { 10...d4 ferme la position, ce qui n'est pas à mon goût. Après 11. h4 b5 12. h5 Cb6 13. Ch2 Fd7 14. f4 bxa4 15. bxa4 c5, les Noirs étaient un peu mieux dans la partie Maus - Vinke, 1991. } 11. Fb2 h5 {?! Je préfère comme ça! Mais, vraiment, un coup terrible.} 12. d4 {Cela n'est que pour un temps déroutant. 12. exd5 Cxd5 [ 12...e4 !? 13. Cd4 c5 14. d6 n'est pas clair ] 13. De2 +/= } 12...exd4 13. Fxd4 Cf6 {pas question d'échanger les Fous !} 14. exd5 Cexd5 15. Txe8+ Dxe8 { La phase d'ouverture est achevée et il est temps d'échafauder un plan de jeu. Je trouve que la position des Noirs est confortable.} 16. Cc4 { 16. Df1 est une suggestion de Fritz, mais le logiciel n'explique pas son raisonnement et je n'arrive pas à le comprendre } 16...Fg4 17. h3 Ff5 18. Tc1 Dd7 {Les Noirs ont une position plus facile à jouer. Cela compte pour les cadences de jeu rapides.} 19. Rh2 Fh6 20. Ta1 { 20. Fxf6 Cxf6 21. Dxd7 Cxd7 22. Td1 Les blancs n'exercent pas réellement de pressing, et si ce n'est que les Noirs ont besoin de leur Tour en a8 pour le pion a, ils n'ont aucun problème. } 20...Ce4 {Je pensais à ce stade être clairement mieux, mais Fritz me contredit.} 21. De1 {?! 21. Ch4 !? Td8 22. Ce5 De6 23. Cxf5 Dxf5 24. Dd3 !? Cf4 !? 25. Dxe4 Dxe4 26. Fxe4 Txd4 27. Fxc6 ! n'est pas clair } 21...Cb4 {!? Lors de la partie, j'ai cru qu'arrivé à ce point, j'étais gagnant. J'avais tort.} 22. De2 {?! 22. Cb6 ! Dd8 23. Cxa8 Cxc2 24. De2 Cxa1 [ 24...Cxd4 25. Cxd4 Dxd4 26. Fxe4 Dxe4 [ 26...Dxa1 27. Fxf5 gxf5 28. Dxh5 Df6 29. Cb6 ] 27. Dxe4 Fxe4 28. Cb6 Fc2 Les Noirs ont une compensation suffisante pour la qualité, mais pas plus. ] 25. Fxa1 Dxa8 26. g4 ! } 22...Te8 23. Cce5 De6 24. Te1 Cd6 { 24...Cg5 25. Cxg5 Fxg5!? } 25. c3 {? 25. Df1 ! n'est pas clair } 25...Cc2 26. Td1 Cxd4 27. cxd4 {27.Txd4 Fg7 -/+ } 27...f6 {-+} 28. Ff1 fxe5 29. dxe5 Cf7 30. Te1 Dxb3 31. Fg2 Dxa4 32. Db2 {Les Blancs ont abandonné. Après 32...Db4, cela ne servirait à rien de continuer} 0-1.

### Une des parties dont Eric Schiller est le plus fier[48]
Eric Schiller - Mike Arne, Tournoi d'entraînement 1995, Foster City
1. e4 {Annotations par Eric Schiller lui-même. « Alors que je finissais de rédiger un livre sur Rudolf Spielmann, j'ai participé à l'un des tournois d'entraînement pour tous les maîtres organisés chaque mois dans la région de San Francisco. Je me suis retrouvé face à un adversaire très fort, Mike Arne, 2400 FIDE. Comme nous devions nous rencontrer à nouveau quelques semaines plus tard dans un tournoi à norme de Maître international, je me suis dit que je ne devais pas jouer ma préparation spéciale contre lui cette fois-ci. Naturellement, avec tant de parties de Spielmann en tête, je me suis tourné vers l'une de ses lignes préférées, l'attaque Worall de la partie espagnole. Ma préparation n'a consisté qu'à annoter quelques parties pour ce livre, et mon choix s'est opéré devant l'échiquier. La partie suivante montre donc qu'il n'est pas nécessaire d'étudier beaucoup de théorie des ouvertures avec les Blancs dans l'espagnole. Il suffit de connaître quelques concepts de base, et de faire preuve soit de courage soit d'insouciance! » 1...e5 2. Cf3 Cc6 3. Fb5 a6 4. Fa4 Cf6 5. De2 b5 { 5...Fe7 6. 0-0 0-0 ? est une faute : 7. Fxc6 dxc6 8. Cxe5 Dd4 9. Cf3 et si 9...Dxe4 alors 10. Dxe4 Cxe4 11. Te1 gagne une pièce. } 6. Fb3 Fc5 {La continuation la plus tranchante. 6...Fe7 7. c3 0-0 8. 0-0 d5 9. d3 Fb7 est une défense prudente et populaire, qui a bien réussi aux Noirs récemment, par exemple dans la partie Ehlvest - Anand, Riga, 1995. } 7.c3 {Je n'étais pas d'humeur pour un jeu calme par 7. d3, ni pour affronter mes propres analyses après 7. a4! que j'avais publiées} 7...0-0 8. 0-0 {J'aurais pu me contenter de l'égalité avec 9. d3, mais j'avais envie de prendre quelques risques.} 8...d6 {8...d5 9. exd5 [ 9. d3 n'est pas clair selon l'Encyclopédie des ouvertures d'échecs. ] 9...e4 10. Cg5 Fg4 11. De1 Ce5 12. d4 Cd3 13. De3 Fd6 14. Cxe4 Cxc1 15. Txc1 Te8 16. f3 Fxh2+ 17. Rxh2 Fxf3 18. Dxf3 Cxe4 et les Noirs avaient beau jeu dans la partie Zdravko Milev (en) - Nikola Karaklajić, Belgrade, 1957. } 9. h3 {Ce n'est probablement pas nécessaire, car le Fou des Noirs se dirige vers b7, mais je voulais m'assurer de le tenir éloigné de g4, où le clouage du Cavalier f3 affaiblirait mon contrôle de d4.} 9...Fb7 10. Td1 Te8 11. a4 b4 12. a5 Db8 {?! Avec le recul, c'est une erreur. Le simple 12...De7 aurait donné aux Noirs un jeu égal.} 13. d4 {!? C'est un sacrifice délibéré. J'ai vu les forces noires massées à l'aile-Dame et j'ai senti qu'un pion pouvait être investi en toute sécurité pour de bonnes chances d'attaque.} 13...exd4 14. cxd4 Fa7 { 14...Txe4 était certes jouable, mais je sentais que j'aurais ensuite une compensation suffisante.. 15. Fe3 !? Fa7 16. Cbd2 Te7 17. Dd3 Les Blancs ont une belle partie pour le pion. Que ce soit suffisant n'est pas tout à fait clair, mais d'un point de vue pratique, j'aurais été satisfait de la position. } 15. e5 {!} d5 { 15...Cd7 16. Cg5 permet aux Blancs une attaque puissante. 15...dxe5 16. dxe5 Cd8 17. Cg5 menace Txd8 suivi d'une attaque sur f7. 15...Te7 16. Fg5 Menace d'ouvrir brutalement le jeu à l'aile-Roi. } 16. Dd3 {! Maintenant, les Noirs doivent tenter de compliquer le jeu.} 16...Ce4 { 16...Cd7 17. Fxd5 Ce7 18. Fc4 est une suite simple et forte. } 17. Fxd5 Cxf2 {L'idée est que si les Blancs prennent le Cavalier, le clouage en d4 permet de gagner du contre-jeu par les captures en e5. Au lieu de cela, je sacrifie un Fou et une Tour pour traquer le Roi noir non défendu.} 18. Fxf7+ {!! 18. Rxf2 Cxe5 19. Db3 Fxd5 20. Dxd5 Cxf3 [ 20...c6 21. De4 Cxf3 22. Dxf3 Dd6 23. Fe3 Te6 donne aussi un peu de contre-jeu. ] 21. gxf3 c5 amène le Roi blanc à se trouver vulnérable aux attaques. } 18...Rxf7 19. Df5+ Rg8 20. Cg5 Cxd1 { 20...Cxh3+ aurait opposé plus de résistance. 21. Dxh3 Fxd4+ 22. Txd4 Cxd4 23. Dxh7+ Rf8 24. Dh8+ Re7 25. Dxg7+ Rd8 26. Fe3 Cf5 27. Df6+ Ce7 28. De6 est gagnant pour les Blancs. } 21. Dxh7+ Rf8 22. Dh8+ Re7 23. Dxg7+ Rd8 24. Cf7+ Rd7 {cette position semble excellente pour les Blancs, mais les choses ne sont pas aussi simples.} 25. e6+ {! 25. Cd6+ Te7 26. Dg4+ Te6 et malheureusement, le pion d, parce qu'il est cloué, ne peut pas avancer en d5. 25. Cg5+ Rc8 25. Fg5 Fxd4+ 26. Rh1 Cf2+ 27. Rh2 Ce7 } 25...Rxe6 {Suit une longue série de coups forcés.} 26. Cg5+ Rd5 27. Dd7+ {Si l'on permet au Roi noir de capturer le pion d, alors la prochaine fois qu'il se déplacera, il exposera le Roi blanc à un échec du fou en a7, et cela peut, dans certaines circonstances, donner aux noirs suffisamment de temps pour rassembler leurs forces.} 27...Rc4 28. Cd2+ Rd3 29. Df5+ {!} Rxd4 {Il y a sûrement ici un réseau de mat ! Il y en a un, mais cela implique un coup qui semble celui d'un problème.} 30. Cgf3+ {! 30. Cdf3+ Rc4+ aurait prolongé la partie. } 30...Re3 31. Rf1 {!! Un coup calme du Roi parachève cette combinaison spectaculaire. Les Noirs ont abandonné.} 1-0.
L'ensemble des parties d'Eric Schiller est visible sous Chesstempo.com et/ou Chessgames.com.